# Ольга Йовичич
Олга «Рита» Йовичич (серб. Олга «Рита» Јовичић; 1920, Кралево — 11 липня 1942, Дуге, Незалежна держава Хорватія) — югославська студентка, партизанка Народно-визвольної війни в Югославії, Народний герой Югославії.

## Біографія
Ольга Йовичич народилася в 1920 році в Кралево. Закінчила школу Кралево, в 1939 році поїхала вчитися до Белградського університету. В університеті була однією з найкращих студенток, займаючись активною громадською діяльністю. В 1940 році вступила до лав комуністичної партії. У червні 1941 року, через кілька днів після початку війни СРСР і Німеччини була арештована німецькою поліцією за звинуваченням у співпраці з комуністичними партизанами, але відмовилася що-небудь говорити на допитах і в серпні втекла із в'язниці з подругою, вступивши до партизанського руху.

## Партизанська діяльність
Олга вступила до Кралевського партизанського загону імені Йована Курсули. Разом з подругою вони вважалися найкращими бійцями загону, займалися агітацією і пропагандою, а також вербуванням новобранців. У дні Першого антипартизанського настання брала участь в боях за Санджак. 21 грудня 1941 року вступила до 1-ї пролетарської ударної бригади, зайнявши посаду політрука 1-ї роти 4-го кралевського батальйону.
Олга стала першою жінкою-політруком в армії Югославії. Вона виявляла себе не тільки зі зброєю в руках, але і перед битвою, звертаючись до партизанів з напутніми словами. Олга вела за собою югославів під час Ігманського марш-кидка, битви при Яхоринє, Другого і Третього антипартизанських наступів, поході в Боснійську Країну і сутичках на Неретві. Завдяки цьому багато партизани могли довіряти їй і підтримували її як лідера роти. Більш того, вона ніколи не залишала своїх солдатів, незважаючи на хвороби і поранення.
Взимку 1941/1942 років її загін був оточений німцями в Романії. 1-ша рота 4-го батальйону спробувала прорвати кільце оточення і вийти до Рогатице. Олга на той час серйозно хворіла, у неї була висока температура. Командир роти і солдати ледве вмовили деякий час побути в похідному лазареті, але не встигли вони пройти й кількох кілометрів, як їх наздогнала Олга. Вона заявила, що не могла залишити свою роту в той момент, коли та виконує особливо важливе завдання. Незважаючи на сильну заметіль, солдатам вдалося прорвати кільце оточення і вийти до Яхорине.

## Загибель
У липні 1942 року під час битви за Прозор Олга прибула до села Дуге, де деякий час зазивала боснійок-мусульманок до 4-го батальйону, який дислокувався в той час в Дуге. 11 липня 1942 Олга поверталася з групою дівчат, що вступили до партизанських загонів, і несподівано зіткнулася з озброєними бандитами. Один з них відкрив вогонь з кулемета і важко поранив Олгу. Однополчани знищили бандитів і терміново відправили її до села, але від ран вона невдовзі померла того ж дня.

## Нагороди
20 грудня 1951 року Олгі Йовичич було посмертно присвоєно звання Народного героя Югославії.